# 361-ша фольксгренадерська дивізія (Третій Рейх)
361-ша фольксгренадерська дивізія (Третій Рейх) (нім. 361. Volksgrenadier-Division) — піхотна дивізія народного ополчення (фольксгренадери) вермахту за часів Другої світової війни.

## Історія
361-ша фольксгренадерська дивізія була створена 23 серпня 1944 року на навчальному центрі Ван (нім. Truppenübungsplatz Wahn) поблизу Кельна на основі формувань 569-ї фольксгренадерської дивізії під час проведення 32-ї хвилі мобілізації німецького вермахту на заміну знищеної 361-ї піхотної дивізії. 26 вересня 1944 року дивізія була передислокована до Зволле для подальшого розгортання і перебувала у розпорядженні групи армій «B» під Арнемом у жовтні 1944 року, а потім групи армій «G», доки не була знову розформована у лютому 1945 року. У складі 1-ї армії дивізія була розгорнута в Гау Саарпфальц і брала участь в операції «Нордвінд». Після відновлення у 1945 році дивізія була передана 25-ій армії у складі групи армій «Північний Захід» у Нідерландах.
Після розгортання дивізії в Саарпфальці вона була розформована в лютому 1945 року, а її залишки були передані до 559-ї фольксгренадерської дивізії.
До 30 березня 1945 року бойова група, що складалася з гренадерського полку та інженерної роти 361-ї фольксгренадерської дивізії, мала набути бойової спроможності та готова до розгортання для боротьби з повітряними десантами в районі розгортання. 1 квітня 1945 року ОК «Захід» наказав завершити розгортання.
10 березня 1945 року переформована на річці Велуве та поблизу Амерсфорту в Нідерландах і брала участь у бойових діях у цьому регіоні до квітня 1945 року.

## Райони бойових дій
- Нідерланди, Німеччина (вересень1944 — квітень 1945).

## Командування

### Командири
- генерал-майор Альфред Філіппі (нім. Alfred Philippi) (17 вересня 1944 — квітень 1945)

### Підпорядкованість
| Час      | Корпус       | Армія      | Група армій (округ) | Штаб                         |
| -------- | ------------ | ---------- | ------------------- | ---------------------------- |
| 1944     |              |            |                     |                              |
| вересень | формування   | формування | формування          | Навчальний центр Ван/ Зволле |
| жовтень  |              |            | Група армій «B»     | Арнем                        |
| листопад | LXXXIX ак    | 1 А        | Група армій «G»     | Саарбург                     |
| грудень  | КОН «Вогези» | 1 А        | Група армій «G»     | Саарбург                     |
| 1945     |              |            |                     |                              |
| січень   | LXXXIX ак    | 1 А        | Група армій «G»     | Саарбург                     |
| квітень  | LXXXVIII ак  | 25 А       | Група армій «H»     | Тіл                          |

### Склад
| 1944                                   |
| -------------------------------------- |
| 951-й гренадерський полк               |
| 952-й гренадерський полк               |
| 953-й гренадерський полк               |
| 361-й артилерійський полк              |
| 361-й протитанковий дивізіон           |
| 361-й інженерний батальйон             |
| 361-й дивізійний фузілерний батальйон  |
| 361-й запасний батальйон               |
| 361-й дивізійний батальйон зв'язку     |
| 361-iе дивізійне управління постачання |